# Tenryū-ji

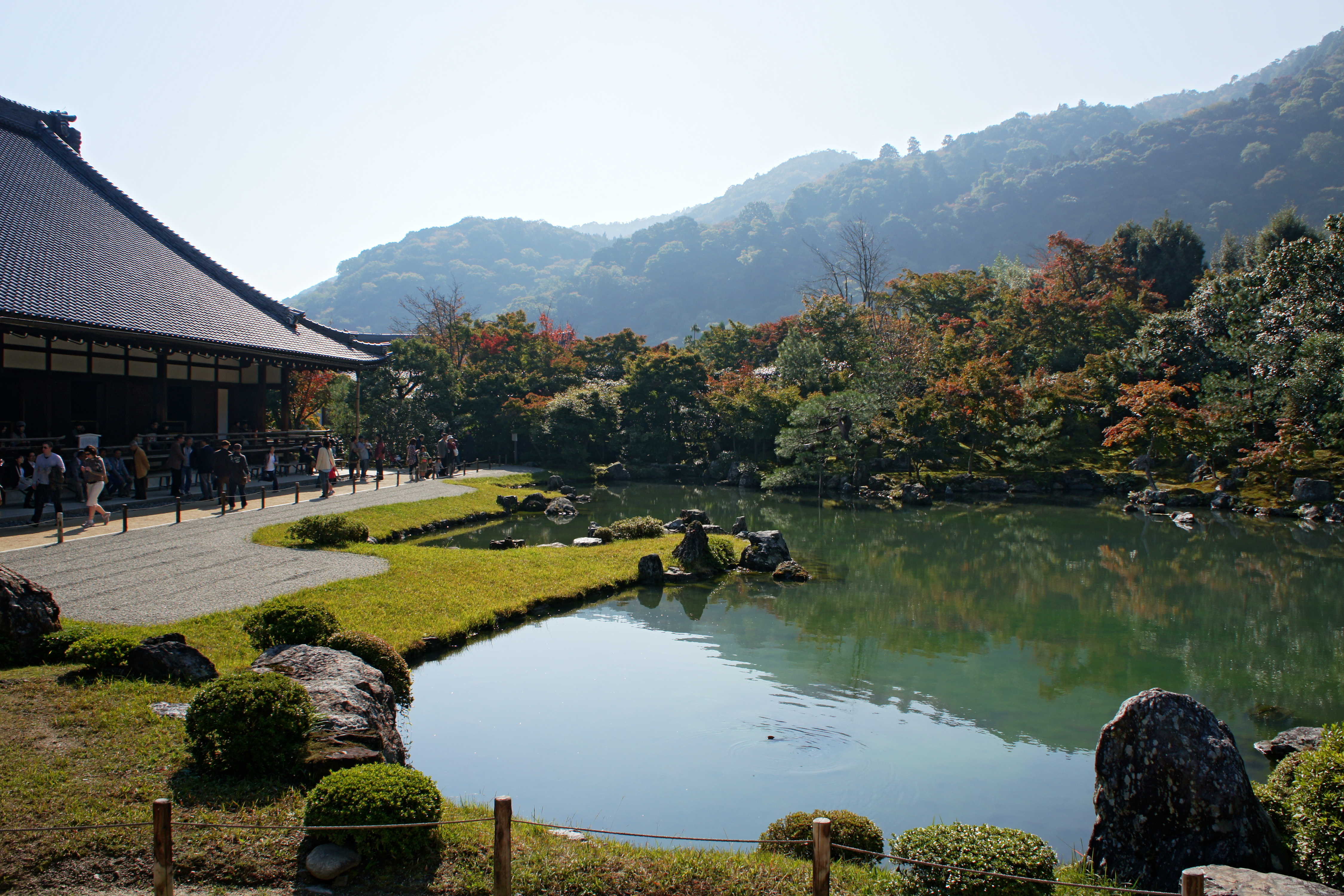
Un jardin Sogenchi.

Le Tenryū-ji (天龍寺) est un temple bouddhiste zen relevant de l'école Rinzai. Fondé en 1345 par le shogun Takauji Ashikaga (足利 尊氏, 1305-1358) et le moine Musō Soseki (夢窓疎石, 1275-1351), c'est le temple principal de la branche Rinzai Tenryū-ji et le premier des gozan (五山, cinq grands temples) de Kyōto).

## Histoire
À la mort de l'empereur Go-Daigo, qui avait fui Kyoto pour former une cour rivale (époque Nanboku-chō), le précepteur de son adversaire et ancien allié, le shogun Takauji Ashikaga, fit un rêve étrange qu’il raconta à ce dernier : un dragon furieux sortait de la rivière à Arashiyama. Dans la Chine ancienne, le dragon symbolise l’âme de l’empereur, furieux de son infortune, qui se serait ainsi réincarné. Pour apaiser l’âme de l’empereur dragon, le shogun ordonna la construction du temple en 1339, à l’endroit exact où l’empereur avait résidé pendant son enfance. Et les mausolées des empereurs Go-Misasagi de Go-Saga et de Kameyama sont situés.

## Production de saké
En 2018, les vestiges d'une brasserie de saké du XVe siècle ont été mis au jour à proximité du temple. La découverte archéologique peut être mise en relation avec les sources historiques qui mentionnaient la production d'alcool du temple et le prêt à intérêt des revenus obtenus par son activité brassicole.